# Rimpfischhorn
Rimpfischhorn är ett berg i Schweiz. Det ligger i distriktet Visp och kantonen Valais, i den södra delen av landet. Toppen på Rimpfischhorn är 4 199 meter över havet, eller 637 meter över den omgivande terrängen. Bredden vid basen är 4,2 km.
Den högsta punkten i närheten är Alphubel, 4 206 meter över havet, 4,6 km norr om Rimpfischhorn. Närmaste större samhällen är Zermatt och Saas-Fee. 
Trakten runt Rimpfischhorn består i huvudsak av kala bergstoppar och isformationer.